# 웬디 크루슨
웬디 크루슨(Wendy Crewson, 1956년 5월 9일 ~ )은 캐나다의 배우, 제작자이다.

## 출연 작품

### 영화
- 악마의 게임 (1983)
- 닥터 (1991)
- 그 아버지에 그 아들 (1992)
- 위험한 아이 (1993)
- 코리나 코리나 (1994)
- 산타클로스 (1994)
- 에어 포스 원 (1997)
- 루시퍼 (1997)
- 베터 댄 초콜릿 (1999)
- 바이센테니얼 맨 (1999)
- 왓 라이즈 비니스 (2000)
- 6번째 날 (2000)
- 산타클로스 2 (2002)
- 12마일 로드 (2003)
- 클리어링 (2004)
- 세상 끝의 집 (2004)
- 에이트 빌로우 (2006)
- 커버넌트 (2006)
- 어웨이 프롬 허 (2006)
- 산타 클로스 3: 산타의 탈출 (2006)
- 싸인 시커: 여섯 개의 빛을 찾아서 (2007)
- 포모서 비트레이드 (2009)
- 서약 (2012)
- 항생제 (2012)
- 인투 더 포레스트 (2015)
- 룸 (2015)
- 데스 위시 (2018)
- 세상을 바꾼 변호인 (2018)
- 더 네스트 (2020)